# Elodina angulipennis
Elodina angulipennis is een vlindersoort uit de familie van de Pieridae (witjes), onderfamilie Pierinae.
Elodina angulipennis werd in 1852 beschreven door Lucas.